# Lukman Hakim
Lukman Hakim (6 tháng 6 năm 1914 – 20 tháng 8 năm 1966) là một nhà kinh tế và nhà ngoại giao người Indonesia, ông từng giữ chức Bộ trưởng Bộ Tài chính từ năm 1948 đến năm 1950, phục vụ trong Chính phủ Khẩn cấp Cộng hòa Indonesia và Cộng hòa Indonesia dưới thời Hợp chúng quốc. Ông còn là Thống đốc Ngân hàng Indonesia từ năm 1958–1959 và Đại sứ tại Tây Đức từ năm 1961 cho đến khi qua đời vào năm 1966.

## Đầu đời và học vấn
Lukman Hakim sinh ra ở huyện Tuban, tỉnh Đông Java vào ngày 14 tháng 10 năm 1914. Cha của ông, Abdoellah Koestoer, người gốc Surakarta còn mẹ ông đến từ Tuban. Hakim được giáo dục đầu đời ở Tuban, Surakarta, sau đó là Yogyakarta, trước khi chuyển đến Batavia. Ông lấy bằng luật vào năm 1941. Trong thời gian này, ông gia nhập các tổ chức thanh niên theo chủ nghĩa dân tộc như Indonesia Muda, do ông chủ trì chi nhánh Jakarta, sau đó là Hiệp hội Sinh viên Indonesia.

## Sự nghiệp
Trong thời kỳ Nhật Bản chiếm đóng Đông Ấn Hà Lan, Hakim công tác tại cơ quan thuế do chính phủ chiếm đóng. Ban đầu ông làm việc tại cơ quan thuế Semarang trước khi được tái bổ nhiệm đến Jakarta. Trong thời gian này ông không hoạt động chính trị. Sau khi Indonesia tuyên bố độc lập, Hakim gia nhập Đảng Dân tộc Indonesia, trong cơ cấu tổ chức ông hỗ trợ Soemanang Soerjowinoto, người đứng đầu bộ phận kinh tế đảng này. Sau đó, ông được bổ nhiệm làm Thứ trưởng Bộ Tài chính trong Kabinet Sjahrir Ketiga.
Vào tháng 7 năm 1947, Hakim được bổ nhiệm làm Ủy viên Hội đồng Tài chính Nhà nước ở Sumatra và chuyển đến đó. Sau Chiến dịch Kraai, ông trở thành Bộ trưởng Tài chính trong Chính phủ Khẩn cấp (PDRI) của Sjafruddin Prawiranegara. Chính phủ Prawiranegara gặp khó khăn do thiếu tiền của Cộng hòa trong nội địa Sumatra, Hakim đã gửi chỉ thị tới chính quyền Cộng hòa địa phương ở Jambi để phát hành tiền tệ.:59 Vào tháng 1 năm 1949, đích thân Hakim dẫn đầu một nhóm ở Jambi để in tiền của Cộng hòa tại thị trấn Muara Bungo, nhóm của ông mang theo khuôn mẫu tiền tệ và sử dụng thiết bị in thông thường được chuyển đổi ở đó để in tiền. Ông tiếp tục giữ chức bộ trưởng tài chính một thời gian sau khi chính phủ Indonesia trở lại Yogyakarta (Kabinet Hatta II), và phục vụ trong Kabinet Susanto và Kabinet Halim.
Trong giữa năm 1956, Hakim là phó thống đốc Ngân hàng Indonesia (BI), cùng với Sjafruddin Prawiranegara giữ chức thống đốc. Vì Prawiranegara (thành viên đảng Masyumi) sắp hết nhiệm kỳ, Đảng Dân tộc Indonesia muốn thay thế ông bằng Hakim. Mặc dù Hakim và Prawiranegara có quan hệ thân thiết do từng có thời gian làm việc tại PDRI, Hakim đã chấp nhận việc bổ nhiệm chính trị. Tuy nhiên, vì tổ chức Hồi giáo Nahdlatul Ulama ủng hộ đảng Masyumi nên Prawiranegara vẫn giữ chức vụ. Hakim sau đó kế nhiệm Prawiranegara giữ chức thống đốc BI từ năm 1958 đến năm 1959.
Ngày 2 tháng 4 năm 1961, Hakim được bổ nhiệm chức vụ Đại sứ Indonesia tại Tây Đức. Năm 1961–1962, Hà Lan gây sức ép buộc chính phủ Tây Đức ngừng viện trợ phát triển cho Indonesia do tranh chấp Tây New Guinea. Sau cuộc vận động hành lang của Hakim, chính phủ Tây Đức trung lập trong tranh chấp, do đó duy trì viện trợ. Hakim tiếp tục vận động chính phủ Tây Đức trong giai đoạn Đối đầu Indonesia–Malaysia. Ông qua đời ngày 20 tháng 8 năm 1966 tại Bonn trong khi giữ chức vụ đại sứ.